# Renée Jones
Renée Jones (Opa-locka, Florida, 15 de octubre de 1958) es una actriz de cine y televisión estadounidense, reconocida por interpretar a Lexie Carver en la extensa serie de televisión de la NBC Days of Our Lives, papel que comenzó en 1993 y abandonó en 2012. Ha sido nominada en cinco ocasiones para el premio NAACP Image a la Mejor Actriz en una serie diurna dramática por su papel en la serie.

## Biografía
Nacida en una familia de cinco hermanos, Jones creció en Georgia y Nueva York y trabajó como secretaria antes de firmar con la prestigiosa agencia Ford Modeling a la edad de 19 años. Finalmente hizo su debut como actriz en la serie de horario estelar The White Shadow. Jones hizo su debut en Days of Our Lives a principios de la década de 1980 como Nikki Wade. Volvió a la serie asumiendo un nuevo papel, el de Lexie Carver en febrero de 1993.
En abril de 2012, Jones confirmó en una entrevista con Michael Logan de TV Guide que dejaría vacante el papel de Lexie Carver después de 20 años y que se retiraría a una vida más simple.

## Filmografía seleccionada
- WKRP in Cincinnati (1982) - Jackie Winston
- Days of Our Lives (1982-1983) - Nikki Wade
- Knots Landing (1984) - Robin
- Trapper John, M.D. (1985) - Jackie Reardon
- T. J. Hooker (1985) - Mary
- Friday the 13th Part VI: Jason Lives (1986) - Sissy
- What's Happening Now!! (1986) - Saundra
- 21 Jump Street (1987-1991) - Darlene / Yvonne Andrews
- Marblehead Manor (1987) - Elizabeth 'Liz' Spivey
- Highway to Heaven (1988) - Gloria
- Night Court (1988) - Lenore Grant
- In the Heat of the Night (1989-1993) - Candace Sloan / Topaz / Roberta Strutt
- L.A. Law (1989-1990) - Diana Moses
- The Terror Within II (1991) - Robin
- Talkin' Dirty After Dark (1991) - Kimmie
- Star Trek: The Next Generation (1993) - Aquiel Uhnari
- Days of Our Lives (1993-2012) - Lexie Carver
- The Fresh Prince of Bel-Air (1994) - Miss Sharpe
- Murder, She Wrote (1995) - Reggie Evers